# Guy Arcizet
Guy Arcizet, né le 23 juin 1939 à Paris, est un médecin généraliste français. Il est grand maître et président du conseil de l’ordre du Grand Orient de France, de septembre 2010 à septembre 2012.

## Biographie
Guy Arcizet est né le 23 juin 1939 à Paris. Il fut élevé au Maroc. Sa mère était une suffragette, militante pour le droit de vote des femmes. Guy Arcizet a commencé sa carrière de médecin comme interne aux Hôpitaux de Paris. De 1965 à 2005, il tient un cabinet médical à Bagnolet, dans le 93 - Seine-Saint-Denis. Ayant exercé la profession de médecin de quartier durant quarante ans en banlieue parisienne, l'homme est souvent remarqué par son expérience de terrain des problèmes sociaux.
En 1985, Guy Arcizet est initié au Grand Orient de France. Il a été vénérable maître de sa loge et président du congrès des loges de la région Ile-de-France. Au sein du conseil de l’ordre, pouvoir exécutif du Grand Orient de France, il a exercé la fonction de grand secrétaire aux affaires intérieures puis grand maître. De 2011 à 2012, il est président du Conseil de l’Ordre du Grand Orient de France.
En septembre 2010, au cours du convent de Vichy, il a été élu grand maître par dix-huit voix contre dix-sept à Jean-Paul Bouche, qui était soutenu par son prédécesseur, Pierre Lambicchi. En 2011, Guy Arcizet est réélu par 30 voix sur 35. Un an plus tard, en août 2012, Arcizet clôture positivement son second mandat puisqu’il obtient plus de 90% en faveur de son rapport moral (1 023 pour, 109 contre). Lors du convent régional de Nice, José Gulino, seul candidat à se présenter, lui succède.
Le 15 février 2013, quelques mois après avoir quitté la présidence de l'obédience française, il publie Poétique et ascèse, un parcours maçonnique. L'ouvrage, dont la préface est écrite par Jean Verdun, étudie la dignité humaine et le principe de revenu minimum d'existence.

## Prises de position
Au niveau politique et religieux, Guy Arzicet se déclare membre du Parti socialiste et agnostique.
Son arrivée, en septembre 2010, à la présidence du Grand Orient de France est marquée par l'adoption d'un article prévoyant l’initiation des femmes au sein de l'obédience, qui compte alors 50 000 membres strictement masculins,. En octobre 2011, Guy Arzicet dut aussi faire face à l'affaire de mœurs du Carlton de Lille, impliquant Dominique Strauss-Kahn et des francs-maçons. Il prit la décision immédiate de suspendre de l'obédience tous les frères concernés,.
En juin 2013, Guy Arcizet est l'un des 48 signataires d'un texte visant à l’ouverture du Grand Orient de France aux femmes atteignant les hauts grades du Rite écossais ancien et accepté. Le 1er juin 2013, le Suprême Conseil Grand Collège du Rite écossais ancien et accepté rend une décision positive. Ainsi, une nouvelle loge des hauts grades du R.E.A.A acceptant les sœurs est fondée le 12 septembre 2013. Cette loge mixte de perfection (travaillant du 4e au 14e degré) est intitulée « L’Humanité Réunie ».

## Publications
- Guy Arcizet et Jean Verdun, Poétique et ascèse : Un parcours maçonnique, Paris, H Diffusion, 2013, 180 p. (ISBN 978-2-36345-026-5)

### Préfaces
- Jean-Michel Ducomte et Guy Arcizet, De l'identité maçonnique, Paris, Vega, coll. « L'univers maçonnique », 2011, 360 p. (ISBN 978-2-85829-696-5)
- Yves Bannel et Guy Arcizet, La crise identitaire, révélateur de la société contemporaine, Paris, Télètes (Editions), 2011, 136 p. (ISBN 978-2-906031-91-3)